# أدكوم سيستم

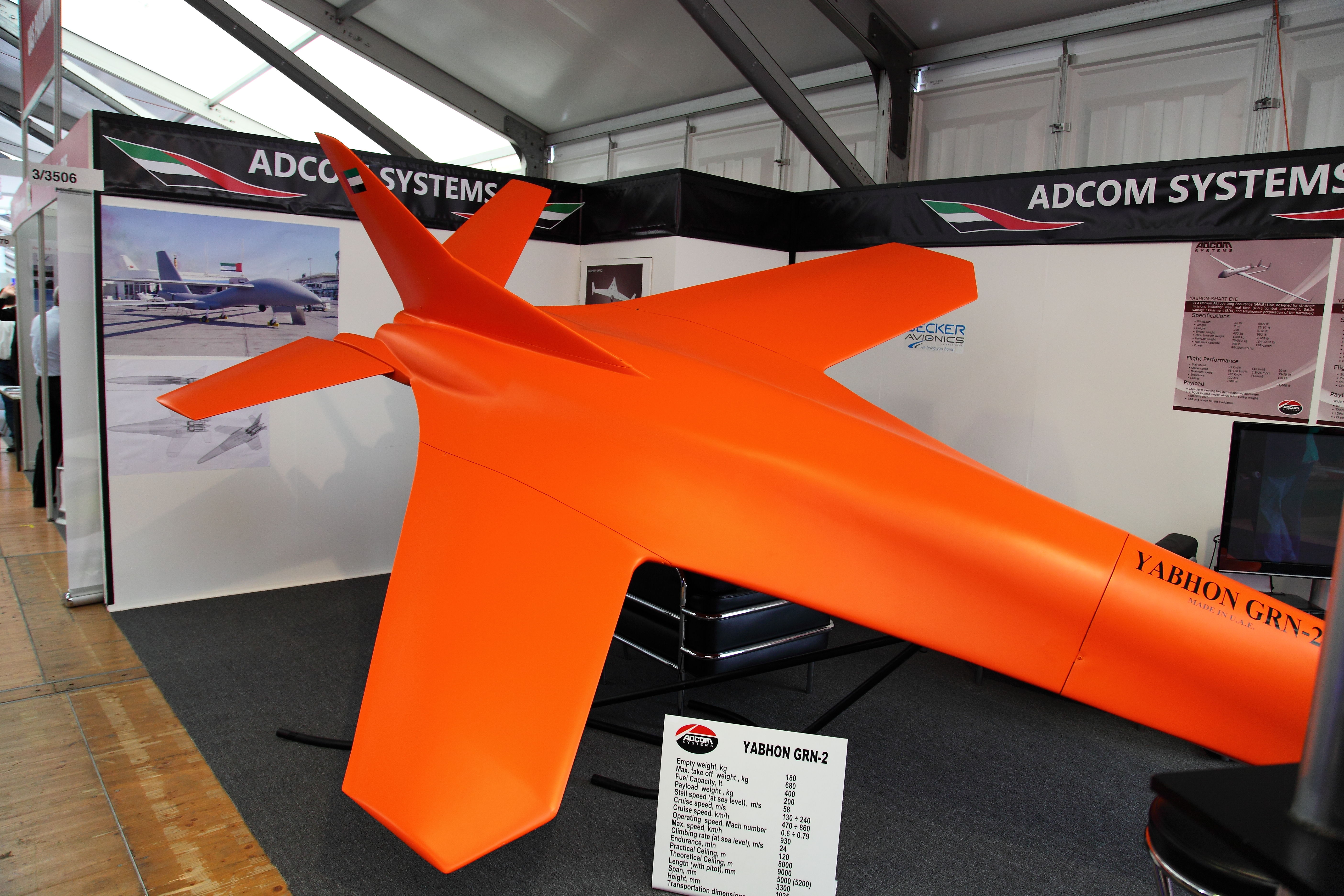
من جناح أدكوم في معرض برلين للطيران 2012

هي مجموعة من الشركات التجارية الكبيرة، المشاركة في أنشطة تجارية متنوعة تشتمل ولاتقتصر على تصنيع طائرة بدون طيار، الأهداف الجوية ، أنظمة رادار مراقبة الحركة الجوية (ATCRS) ، ونظم الاتصالات المتطورة
تأسست أدكوم للأنظمة سنة 1992 ، ومنذ ذلك الحين نمت إلى مجموعة تشمل أكثر من 20 شركة رائدة في المنطقة .
تقع المكاتب الرئيسية لأدكوم للأنظمة في العاصمة أبوظبي بمنطقة المصفح داخل مدينة أبوظبي الصناعية .
تدار المجموعة من قبل فريق متعدد الجنسيات من ذوي الخبرة من المهنيين بالإدارة لأكثر من 600 موظف كما أن لديها فروع في شتى أنحاء العالم .
تعتز أدكوم للأنظمة بإنجازاتها في مجال التكنولوجيا والمنتجات المتطورة وبفضل تشجيع الحكومة دائما لرفع شعار «صنع في الإمارات»
تعد  الشركة من المنافسين الثلاثة الأوائل في العالم حيث تمتلك الشركة أحدث التكنولوجيا المستخدمة في عمليات تصنيع المنتجات الدفاعية والمدنية.
أنتجت الشركة 14 نوعاً من الطائرات.من أبرزها طراز “يبهون - اتحاد 40”

## الطائرة «يبهون ـ اتحاد 40»
أنتجت شركة «أدكوم» الإماراتية طائرة من دون طيار بتصميم إماراتي أطلقت عليها «يبهون ـ اتحاد 40» تستطيع الطائرة التحليق لأكثر من 100 ساعة، وتحمل 10 صواريخ جو - أرض يصل مداها إلى 60 كيلومتراً، و يتم تــــزويدها بصــواريخ نمرود (1) التي يتم إنتاجها في الشركة،
كما تقوم بإنتاج صائدة الطائرات «يبهون يو ايه في هنتر» والتي تتميز بسرعة 900 كيلو متر في الساعة، وتحلق على ارتــــفاع 35 ألـــف قدم، وتصل لمسافات 800 كـــيلو متر، وتتميز بقابلية الكشف عن الأهداف في الفضاء وتدميرها.

## مبيعات الشركة

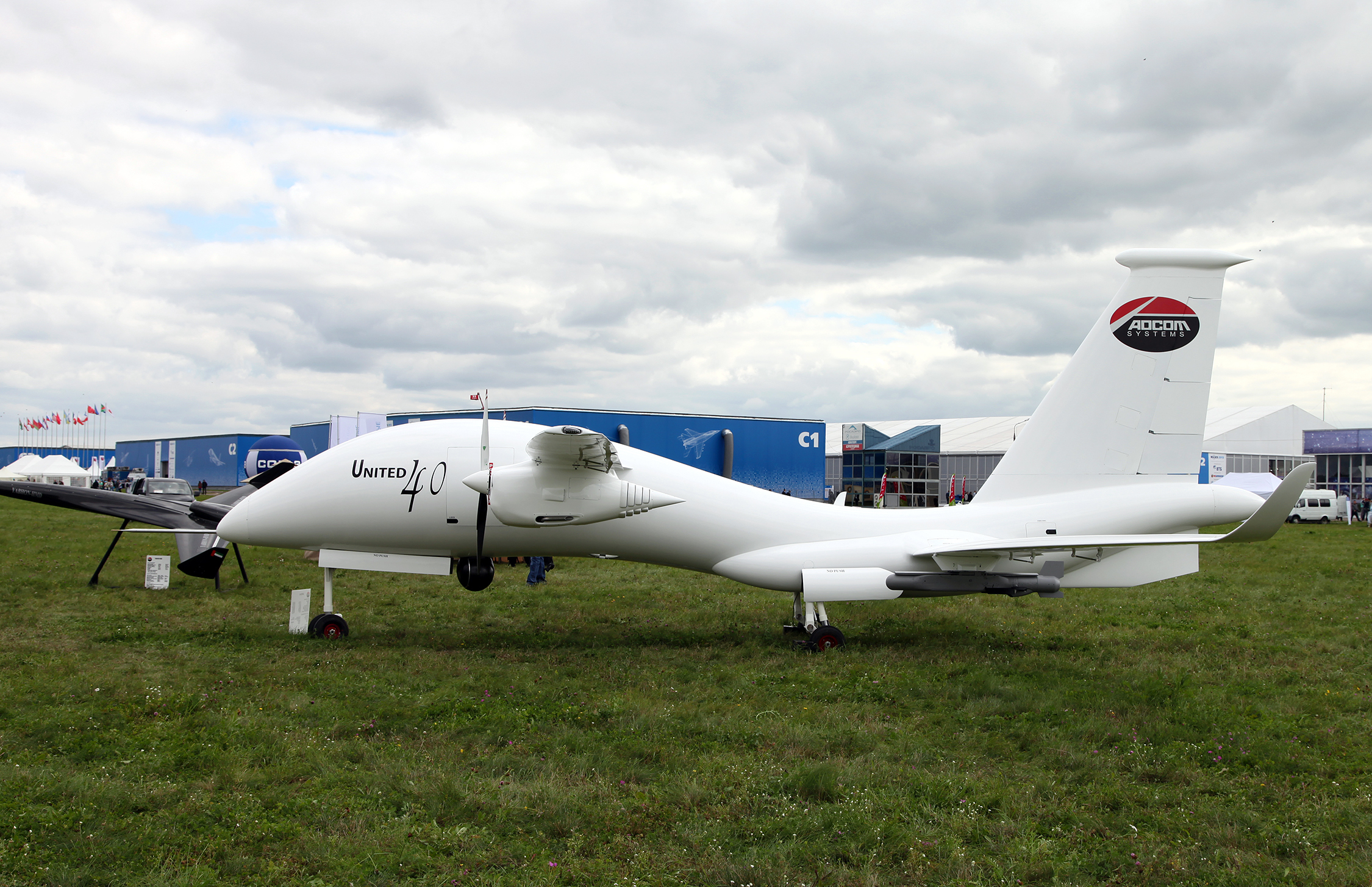

دخلت شركة “أدكوم سيستم”مجال المنافسة إقليمياً وعالمياً، ونالت الاهتمام العالمي من قبل أميركا وروسيا ودول أوروبية بالإضافة إلى دول الخليج والدول العربية،وتلقت شركة “أدكوم سيستم”في 2013 طلبيات شراء من 10 دول منها الولايات المتحدة، وروسيا حيث تحدث رئيسها التنفيذي علي الظاهري عن صفقة مع وزارة الدفاع الروسية لبيعها عدد من الطائرات لا تقل عن مليار درهم (200 مليون يورو).

## وصلات خارجية
http://adcom-systems.com/ARB/UAV/YAHBON-R2/Overview.html